# Мамерк Емілій Скавр (консул-суфект 21 року)
Маме́рк Емі́лій Скавр (лат. Mamercus Aemilius Scaurus; близько 20 року до н. е. — 34 рік н. е.) — політичний, державний та військовий діяч ранньої Римської імперії, консул-суфект 21 року.

## Життєпис
Походив з патриціанського роду Еміліїв. Син Марка Емілія Скавра. 
Був видатним оратором, але відрізнявся аморальним способом життя. У 14 році у сенаті Скавр просив Тиберія прийняти на себе верховну владу, однак необережними словами зачепив його й викликав до себе неприязнь. У 20 році Емілія Лепіда, колишня дружина Скавра, була звинувачена Квірінієм (своїм першим чоловіком) у шахрайстві, подружній зраді та спробі отруєння. Зрештою її було засуджено .
У 21 році Мамерк Скавр обіймав посаду консула-суфекта разом з Гнеєм Тремеллієм. Під час своєї каденції виступив на захист свого пасинка та небожа Луція Корнелія Сулли, якого префект преторія Корбулон звинуватив у нешанобливості. Врешті—решт Скавр залагодив справу тим, що особисто приніс вибачення Корбулонові. У 22 році він звинуватив Гая Юнія Сілана в образі величі римського народу. У 32 році, незабаром після розкриття змови Сеяна, сам був звинувачений в образі величі одночасно з кількома впливовими сенаторами, проте Тиберій відклав розгляд справи. Незабаром після цього префект преторія Макрон доніс Тиберію про зміст написаної Скавром трагедії «Атрей», яка викликала гнів імператора. Скавр був притягнутий до суду, однак формально звинувачувався Сервілієм та Корнелієм у чаклунстві та подружній зраді з Лівіллою. Скавр наклав на себе руки, не чекаючи вироку.

## Творчість
У вільний від державних справ час займався складання трагедій. Це тоді було поширено серед аристократів та вершників. Найвідомішою є трагедія «Атрей», в якій містилася критика імператора Тиберія.

## Родина
1. Дружина — Емілія Лепіда
Діти:
- Емілія

2. Дружина — Секстія
Дітей не було